# Autobahnkreuz Castrop-Rauxel-Ost
Das Autobahnkreuz Castrop-Rauxel-Ost (Abkürzung: AK Castrop-Rauxel-Ost; Kurzform: Kreuz Castrop-Rauxel-Ost) ist ein Autobahnkreuz in Nordrhein-Westfalen in der Metropolregion Rhein-Ruhr. Es verbindet die Bundesautobahn 42 (Emscherschnellweg) mit der Bundesautobahn 45 (Sauerlandlinie; E 41).

## Geografie
Das Autobahnkreuz liegt auf dem Stadtgebiet von Dortmund im Stadtbezirk Mengede, an der Stadtgrenze zum namensgebenden Castrop-Rauxel. Nächstgelegene Stadtteile sind Deininghausen und Dingen, zu Castrop-Rauxel gehörig, sowie Brüninghausen, Bodelschwingh und Oestrich auf Dortmunder Gebiet. Es befindet sich etwa 10 km nordwestlich der Dortmunder Innenstadt, etwa 50 km südlich von Münster und etwa 25 km nordöstlich von Essen.
Nordwestlich des Autobahnkreuzes befand sich das 2014 stillgelegte Kraftwerk Gustav Knepper.
Das Autobahnkreuz Castrop-Rauxel-Ost trägt auf der A 42 die Anschlussstellennummer 27, auf der A 45 die Nummer 3.

## Bauform und Ausbauzustand
Beide Autobahnen sind vierstreifig ausgebaut. Alle Verbindungsrampen sind einspurig ausgeführt. Die A 42 nutzt im Kreuz nur die Verteilerfahrbahnen.
Das Autobahnkreuz wurde als Kleeblatt angelegt, da die ursprüngliche Planung eine Verlängerung der A 42 bis zur A 1 vorsah. Auf der A 42 bildet das Kreuz zusammen mit der AS Dortmund-Bodelschwingh eine Doppelanschlussstelle.

## Verkehrsaufkommen
Das Kreuz wird täglich von rund 100.000 Fahrzeugen befahren.
| Von                         | Nach                             | Durchschnittliche tägliche Verkehrsstärke | Anteil Schwerlastverkehr |
| --------------------------- | -------------------------------- | ----------------------------------------- | ------------------------ |
| AS Castrop-Rauxel (A 42)    | AK Castrop-Rauxel-Ost            | 47.400                                    | 12,2 %                   |
| AK Castrop-Rauxel-Ost       | AS Dortmund-Bodelschwingh (A 42) | keine Daten                               | keine Daten              |
| AK Dortmund-Nordwest (A 45) | AK Castrop-Rauxel-Ost            | 55.000                                    | 11,0 %                   |
| AK Castrop-Rauxel-Ost       | AS Dortmund-Hafen (A 45)         | 70.400                                    | 09,2 %                   |

## Trivia
Als ein Projekt der Kulturhauptstadt 2010 wurde die A 42 zur Parkautobahn umgestaltet. Das Kreuz Castrop-Rauxel-Ost wurde dazu gärtnerisch zum Ohrenpark Castrop-Rauxel umgestaltet.